# 安娜·玛格达莱娜·巴赫

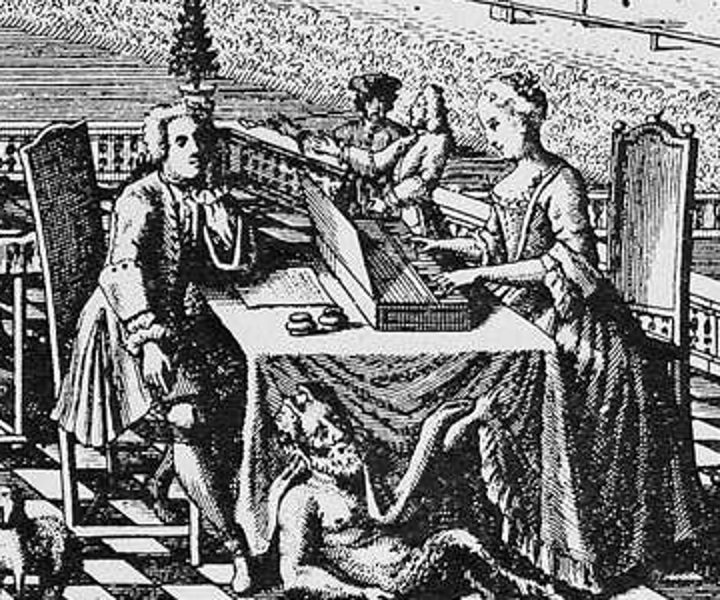
巴赫夫妇的闲暇时刻 (Note: 艺术史与巴赫肖像专家Teri Noel Towe相信图中的夫妇很可能是巴赫以及安娜·玛格达莱娜。)

安娜·玛格达莱娜·巴赫（德語：Anna Magdalena Bach，1701年9月22日—1760年2月22日）是著名德國音乐家约翰·塞巴斯蒂安·巴赫的第二任夫人。

## 生平歷略
安娜·玛格达莱娜生于萨克森选侯国蔡茨一个音乐世家。她的父亲是一个小号手，母亲则是一个风琴手的女儿。1721年时，她在克滕有一份歌手的工作，并于同年年底与巴赫结婚。她与巴赫有十三个孩子。婚后，安娜·玛格达莱娜继续着职业歌手的生涯。
巴赫夫妇对音乐共同的兴趣让他们的婚姻生活充满了快乐。安娜·玛格达莱娜通常负责记录丈夫的音乐。巴赫则写了几首乐曲献给她，许多都存于著名的安娜·玛格达莱娜笔记本中。在莱比锡的日子里，安娜会组织音乐晚宴，并会和全家一起演奏和歌唱。这让巴赫家的房子成为了莱比锡音乐的中心。除了音乐，她还对园艺充满兴趣。
在巴赫于1750年去世后，他的儿子们起了争端并分道扬镳，留下了安娜·玛格达莱娜，她的两个小女儿以及巴赫前妻的女儿。虽然他们仍然忠于安娜·玛格达莱娜，但家庭已然失去了经济来源。因此，安娜·玛格达莱娜愈发依靠慈善和市政厅发放的救济，并且最终于1760年2月27日去世。她被埋葬在莱比锡的Johanniskirche(圣约翰教堂)。该教堂于二战中被盟军炸毁。